# Gédinnien
 (novembre 2024).
Si vous disposez d'ouvrages ou d'articles de référence ou si vous connaissez des sites web de qualité traitant du thème abordé ici, merci de compléter l'article en donnant les références utiles à sa vérifiabilité et en les liant à la section « Notes et références ».
Stratigraphie
Coblentzien
Cet article court présente un sujet plus développé dans : Lochkovien.
Le Gédinnien est une subdivision de l'échelle des temps géologiques, équivalent à l'étage du Lochkovien. Son stratotype est caractérisé par les poudingues et arkoses de Gédinne, en Belgique wallonne.

Elle dure une dizaine de millions d’années, se termine vers -410 millions d’années environ et est suivie par le Coblentzien.